# Tonči Matulić
Tonči Matulić (Supetar na Braču, 26. listopada 1966.), hrvatski katolički svećenik, teolog, redoviti profesor Katoličkog bogoslovnog fakulteta Sveučilišta u Zagrebu, pisac, bioetičar.
Tonči Matulić rodio se 26. listopada 1966. u Supetru na otoku Braču, zavičajan u Postirima, kao deseto dijete u obitelji oca Vlade i majke Katice. Osnovnu školu završio je u Postirima, a srednju u Supetru i Splitu. Od 1986. do 1992. studirao je na Teologiji u Splitu KBF-a u Zagrebu. Od 1991. do 1992. studirao je na poslijediplomskom studiju KBF-a u Zagrebu. Od 1992. do 1993. bio je vjeroučitelj u Hvaru i župnik u Milni na Hvaru, a od 1998. do 1999. vjeroučitelj u Starom Gradu i župnik u Selcima na Hvaru. Na Alfonsiani, Papinskog lateranskog sveučilišta 1995., magistrirao je moralnu teologiju, a 1998. položio doktorat. 
Usavršavao se i u bioetičkoj disciplini na raznim institutima (u Italiji i SAD-u) te je autor brojnih radova i znanstvenih istraživanja na temu bioetike. Od 1999. profesor je na Katoličkom bogoslovnom fakultetu u Zagrebu, pri katedri Moralne teologije. Od akademske godine 2012./2013. do 2015./2016. bio je dekan KBF-a.
Objavio je devet knjiga i veći broj znanstvenih radova. Osvojio je nagradu „Hrvatska knjiga godine" 2009. godine za knjigu „Metamorfoze kulture".
Aktivan je u medijima kao teolog i intelektualac, te kritički komentira aktulna vjerska, bioetička, društvena i politička pitanja.

## Knjige
- Pobačaj: Drama savjesti, Centar za bioetiku, Zagreb, 1997. (239. str.)
- Bioetika, Glas koncila, Zagreb, 2001. (539. str.)
- Bioetički izazovi kloniranja čovjeka, Glas koncila, Zagreb, 2006. (286. str.)
- Život u ljudskim rukama, Glas koncila, Zagreb, 2006. (282.str.)
- Medicinsko prevrednovanje etičkih granica, Glas koncila, 2006. (264. str.)
- Oblikovanje identiteta bioetičke discipline, Glas koncila, Zagreb, 2006. (304. str.)
- Metamorfoze kulture, Glas koncila, Zagreb, 2009. (944. str.)
- Tužaljke kamenja hrvatske pustinje, Glas koncila, Zagreb, 2010. (434. str.)
- Nevjera i vjera u četiri oka, Glas koncila, Zagreb, 2012. (612. str.)[5]